# وولف هاردن
وولف هاردن (بالألمانية: Wolf Harden)‏ هو عازف بيانو ألماني، ولد في 1962 في هامبورغ في ألمانيا.

## وصلات خارجية
- وولف هاردن على موقع ميوزك برينز (الإنجليزية)
- وولف هاردن على موقع ديسكوغز (الإنجليزية)